# Health technology assessment
Health technology assessment (HTA), (även utvärdering av metoder i hälso- och sjukvården; och utvärdering av medicinska metoder), innebär systematisk utvärdering av det vetenskapliga underlaget för metoders effekter, risker och ekonomiska konsekvenser. Fullödiga HTA-rapporter väger också in etiska och sociala aspekter. I Sverige publiceras HTA-rapporter bland annat av SBU, Statens beredning för medicinsk och social utvärdering samt vissa regionala HTA-center.
Internationellt finns ett flertal centra som utför HTA, såsom NICE (National Institute for Health and Care Excellence, Storbritannien) och AHRQ (Agency for Health Care Research and Quality, USA).